# リオデジャネイロ市立劇場

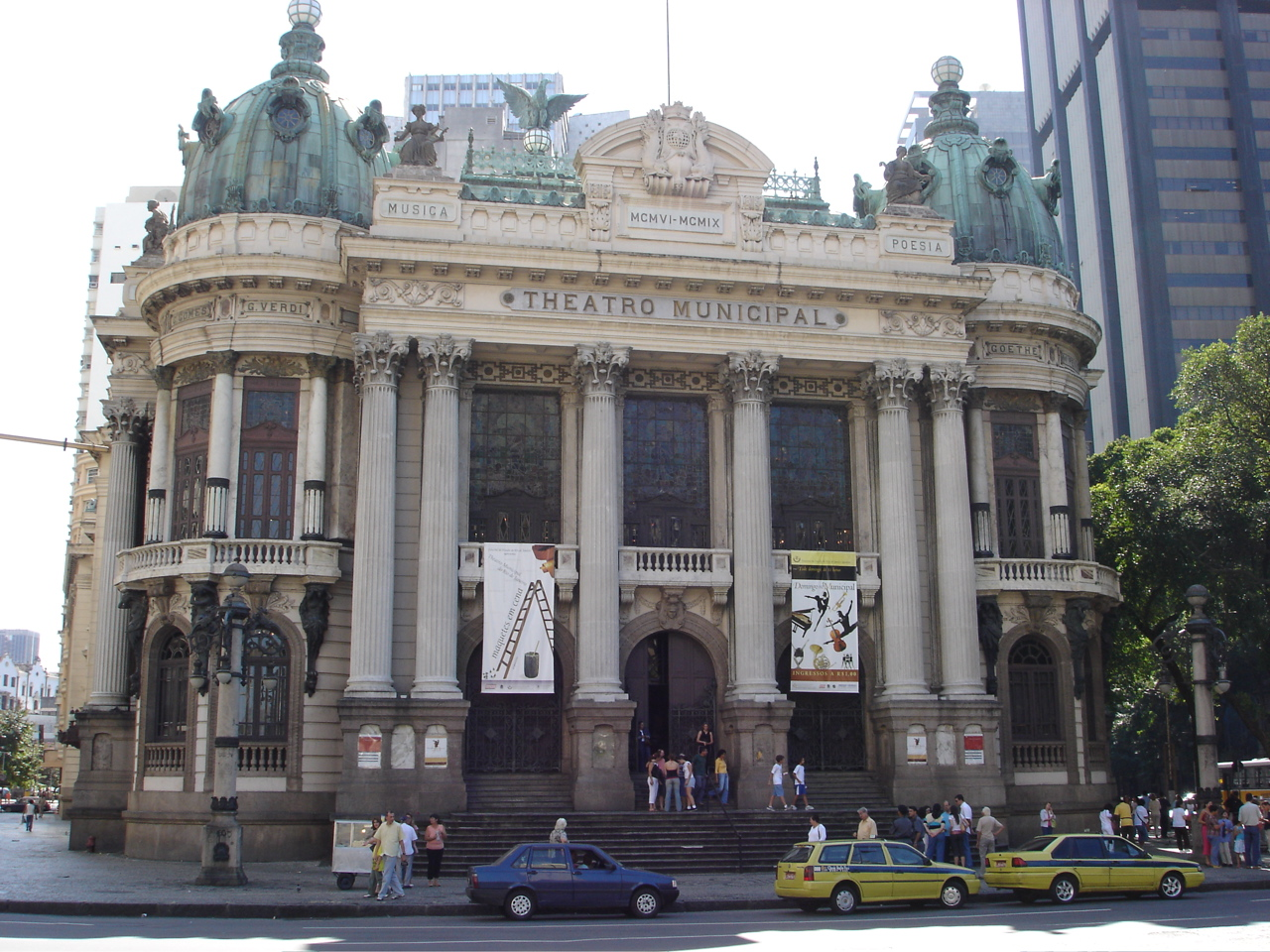
リオデジャネイロ市立劇場のファサード（2005年）

リオデジャネイロ市立劇場 （葡: Theatro Municipal do Rio de Janeiro） は、ブラジルのリオデジャネイロにある劇場。歴史的な建造物が立ち並ぶシネランディア広場に面し、国内で最も重要な劇場の一つである。
劇場は折衷様式で建てられ、デザインはパリのオペラ座をモデルにしている。

## 概要
1903年に当時のフランシスコ・ペレイラ・パソス市長は市中心部の大改造に着手した。その際、パリのブールバールをモデルにして、リオブランコ通りの両側に巨大な折衷様式の建築を並べた。劇場は1905年に着工し、1909年7月14日に当時のニロ・ペサーニャ大統領により開館した。開館当時は座席数は1,739席だったが、1934年の改修工事により現在の2,361席に増加した。1975年10月19日から1978年3月15日にかけて、改修と設備の近代化のために閉館した。1996年、練習と他の活動が通年行えるように別館の建設工事が始められた。別館の完成により、合唱団やオーケーストラ、バレエの団員は新しく、より広い練習場所を得た。2010年5月1日には、1年半の期間と8千万レアルの資金をかけた改修工事が完成し、開館当時の姿に復元された。

## 画像

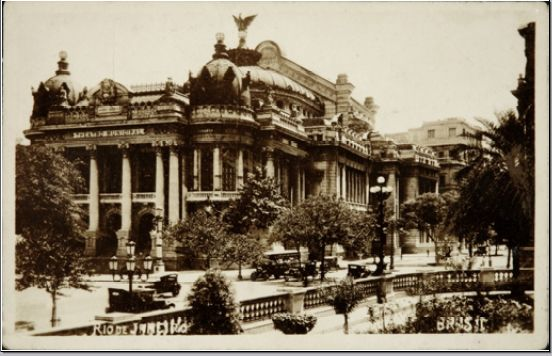
開館当時
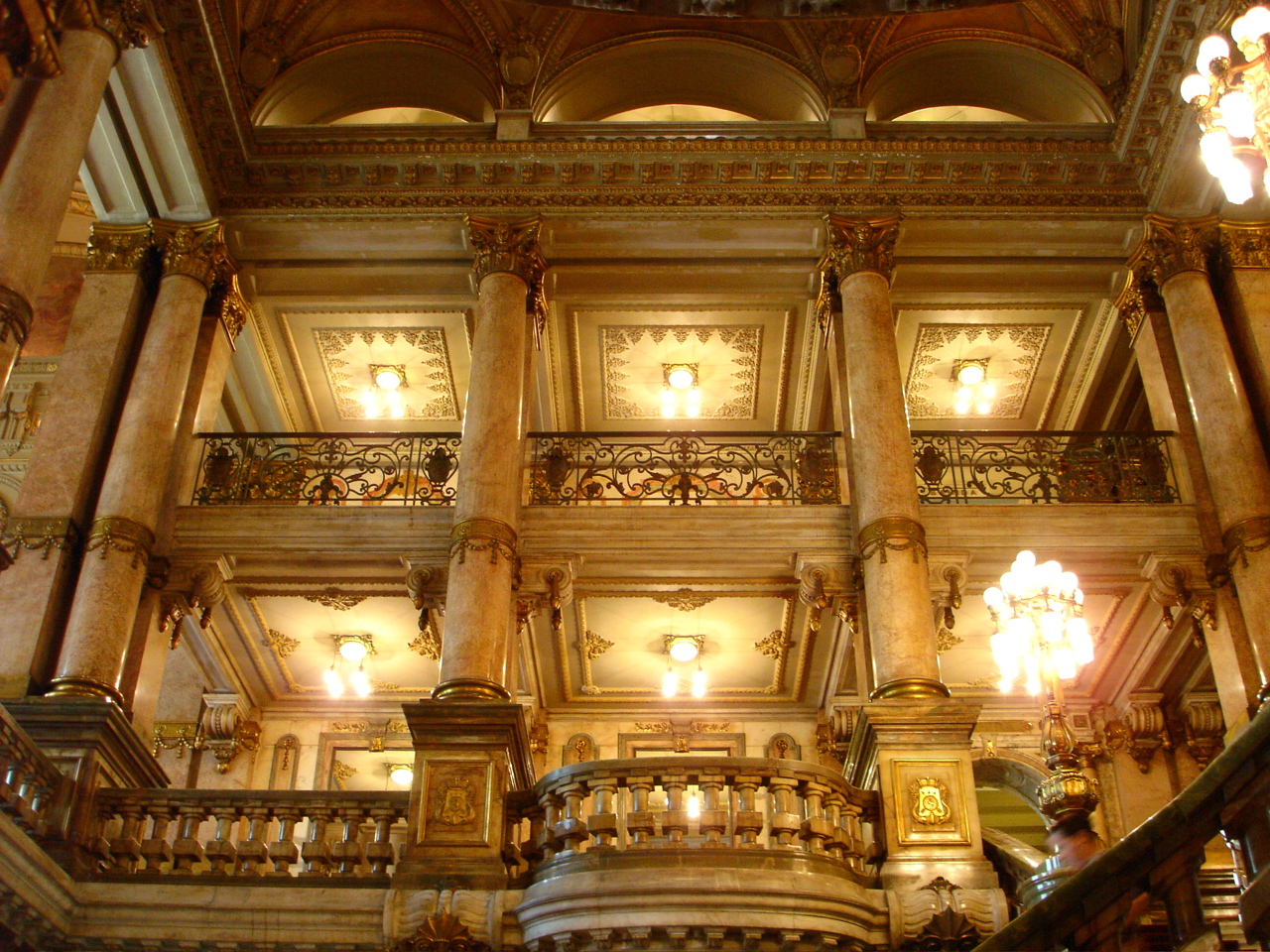
エントランス
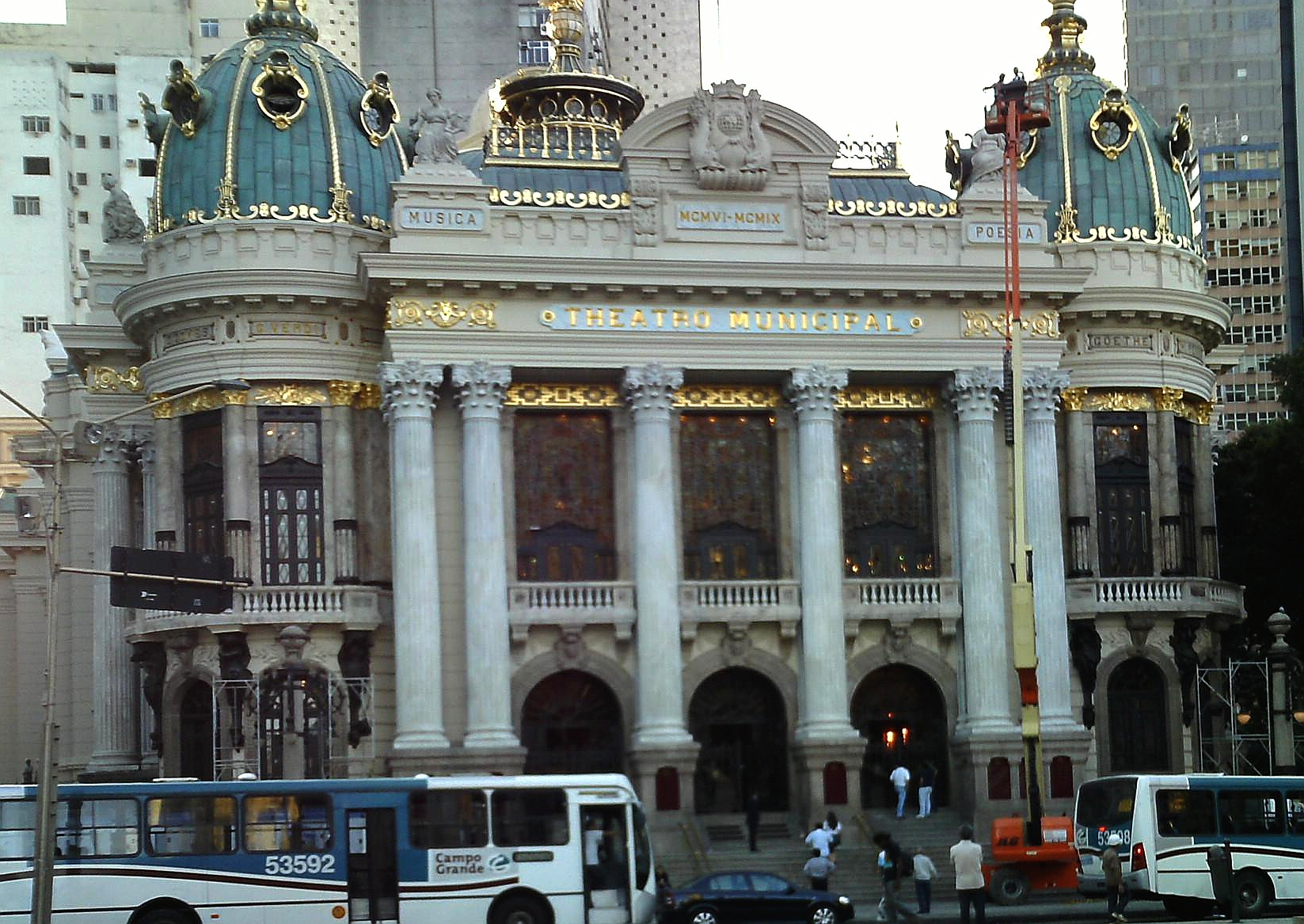
改修後のファサード（2010年）